# Happy Birthday (杏子单曲)
《Happy Birthday》是日本歌手杏子的第9張單曲。本作的A面歌《Happy Birthday》作為動畫《名偵探柯南》的電影《名偵探柯南 引爆摩天樓》的主題曲。

## 收錄曲
1. Happy Birthday
作詞・作曲：スガシカオ　編曲：間宮工
時長：(4:43)
2. HALNAIM
作詞：杏子　作曲：間宮工　編曲：土屋昌巳
時長：(5:21)
3. Happy Birthday（オリジナルカラオケ）

## 相關項目
- THE BEST OF DETECTIVE CONAN ～The Movie Themes Collection～

| 剧场版 名侦探柯南 主题曲 1997年 名侦探柯南 引爆摩天樓 |                                 |
| 本作: 杏子 《Happy Birthday》                         | 次作: ZARD 《彷彿回到少女時代》 |